# Nationaal park Jomfruland
Nationaal park Jomfruland (Noors: Jomfruland nasjonalpark) is een nationaal park in Telemark in Noorwegen dat op 16 december 2016 werd opgericht. Het park is 117 vierkante kilometer groot en omvat de eilanden Jomfruland en Stråholmen en het omliggende zeegebied (98% van de oppervlakte).
Anárjohka · Ånderdalen · Blåfjella-Skjækerfjella · Breheimen · Børgefjell/Byrkije · Dovre · Dovrefjell-Sunndalsfjella · Femundsmarka · Folgefonna · Forlandet · Forollhogna · Fulufjellet · Færder · Gutulia · Hallingskarvet · Hardangervidda · Indre Wijdefjorden· Jomfruland · Jostedalsbreen · Jotunheimen · Junkerdal · Láhko · Langsua · Lierne · Lofotodden · Lomsdal-Visten/Njaarke ·  Møysalen . Nordre Isfjorden · Nordvest-Spitsbergen · Østmarka . Øvre Dividal · Øvre Pasvik/Báhčaveaji · Raet · Rago · Reinheimen · Reisa · Rohkunborri · Rondane · Saltfjellet-Svartisen · Sassen-Bünsowland · Seiland/Sievju · Sjunkhatten/Dávga · Skarvan og Roltdalen/Tjohkeli jïh Råalten · Sør-Spitsbergen · Stabbursdalen/Rávttošvuomi · Van Mijenfjord . Varangerhalvøya/Várnjárgga · Ytre Hvaler